# Schloßberg 21 (Quedlinburg)

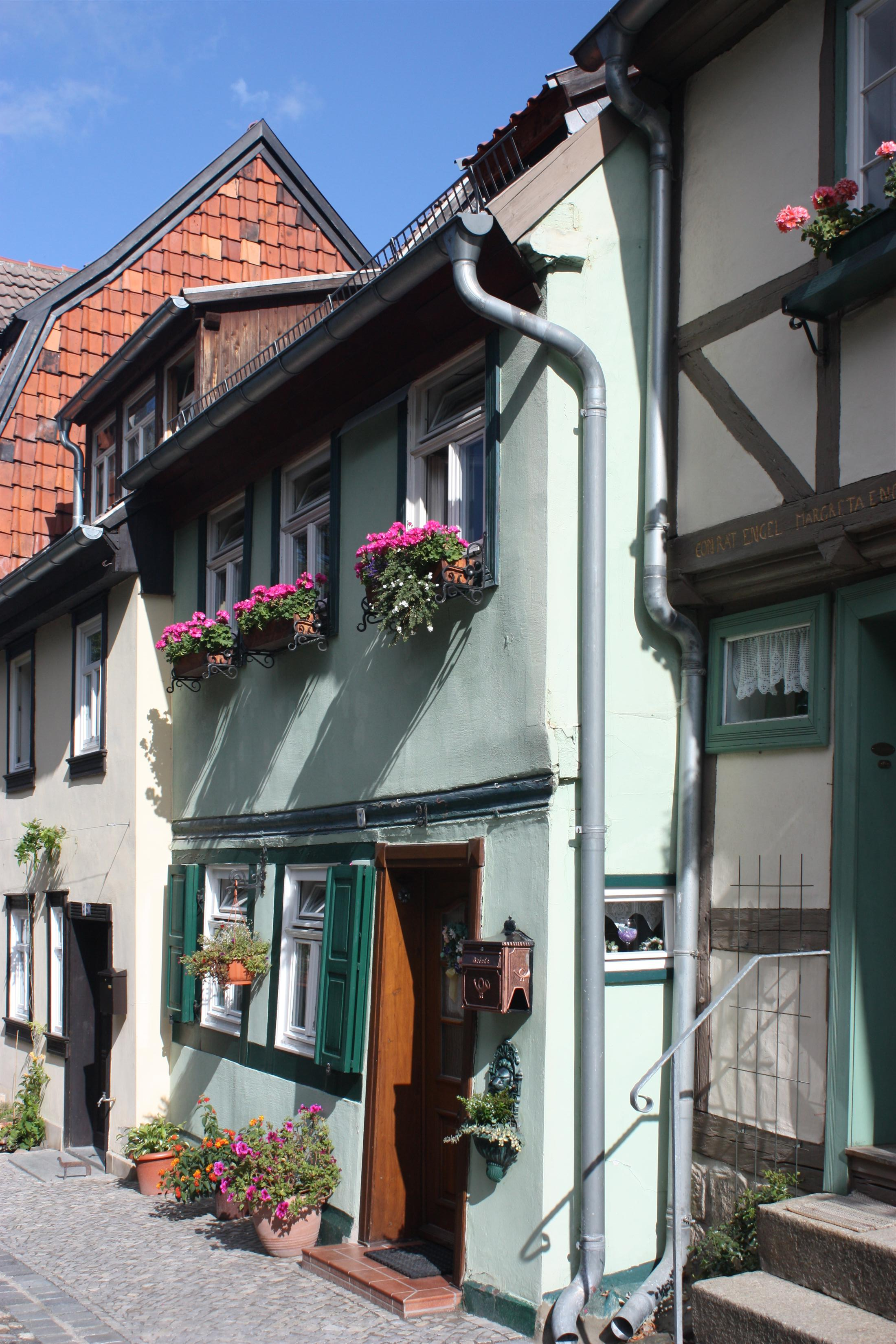
Haus Schloßberg 21

Das Haus Schloßberg 21  ist ein denkmalgeschütztes Gebäude in der Stadt Quedlinburg in Sachsen-Anhalt.

## Lage
Es befindet sich am Schlossberg, südlich der Quedlinburger Altstadt im Stadtteil Westendorf und gehört zum UNESCO-Weltkulturerbe. Unmittelbar östlich grenzt das gleichfalls denkmalgeschützte Haus Schloßberg 22 an. Im Quedlinburger Denkmalverzeichnis ist das Gebäude als Wohnhaus eingetragen.

## Architektur und Geschichte
Das kleine zweigeschossige Fachwerkhaus entstand vermutlich um 1710. In späterer Zeit wurde das Erscheinungsbild des Hauses durch Umbauten verändert. Die Fassade des nur über drei Fensterachsen verfügenden Gebäudes ist verputzt. Eine Bohle mit Karniesprofil ist der Stockschwelle vorgeblendet.